# Lloyd Banks

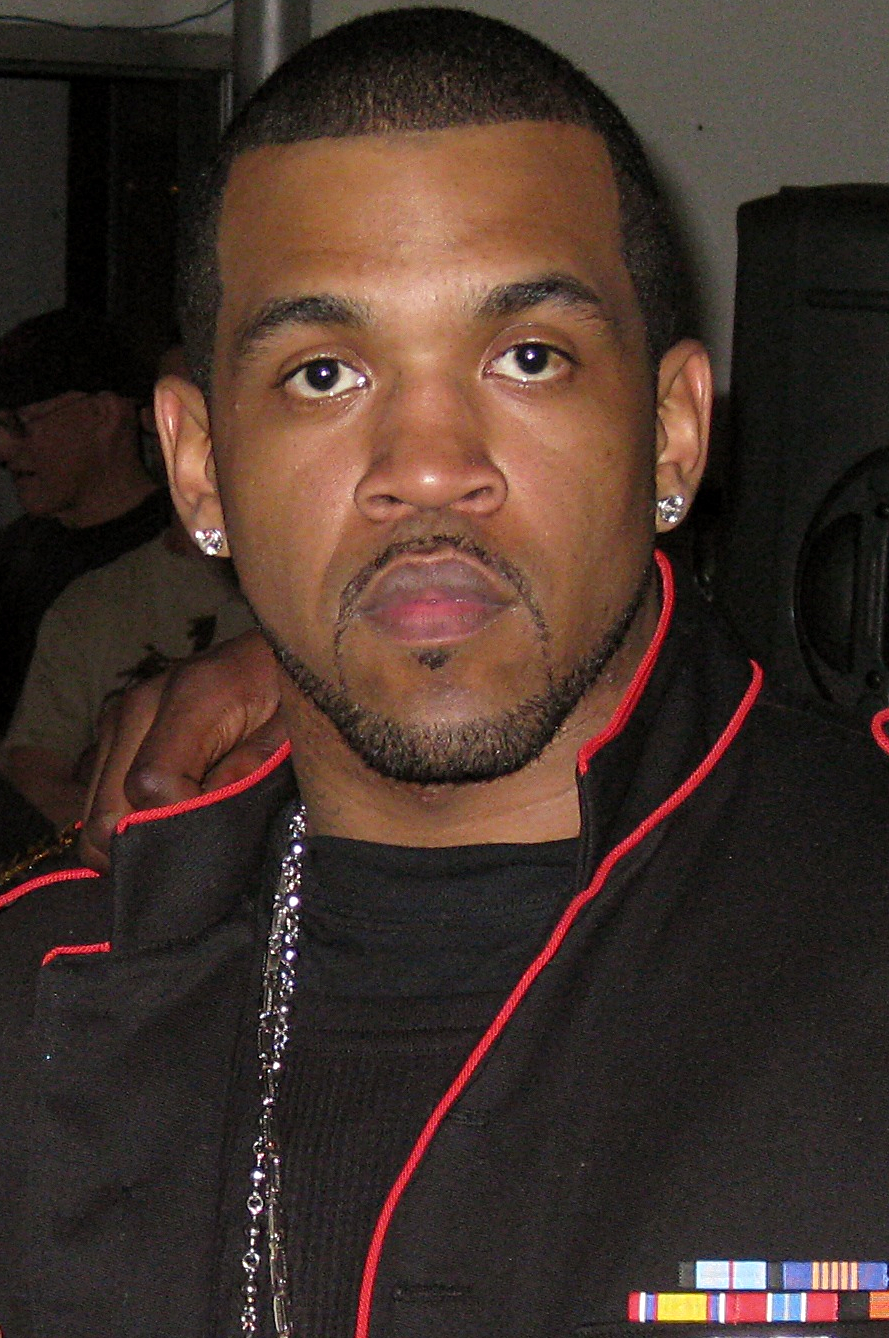
Lloyd Banks

Lloyd Banks, född 30 april 1982 i Baltimore, Maryland som Christopher Lloyd, är en amerikansk rappare och medlem i gruppen G-Unit. 
Banks växte upp i Jamaica, Queens. I början av 2000-talet bildade han G-Unit tillsammans med barndomsvännerna 50 Cent och Tony Yayo. Han solodebuterade 2004 med albumet The Hunger for More, bland annat innehållande hitlåten "On Fire". Det följdes av Rotten Apple 2006 och Gang Green 2008.

## Diskografi
- 2004 – The Hunger for More
- 2006 – Rotten Apple
- 2010 – The Hunger for More 2